# Amsterdam Swim Cup 2006
De Amsterdam Swim Cup 2006 werd gehouden van 14 tot en met 16 april 2006 in het Sloterparkbad in Amsterdam. De wedstrijd stond in het teken van kwalificatie voor de EK zwemmen 2006 in Boedapest, Hongarije en de WK zwemmen 2007 in Melbourne, Australië.

## Podia

### Mannen
| Onderdeel   | Goud                            | Goud     | Zilver                         | Zilver   | Brons                          | Brons    |
| ----------- | ------------------------------- | -------- | ------------------------------ | -------- | ------------------------------ | -------- |
| Vrije slag  |                                 |          |                                |          |                                |          |
| 50 m        | Johan Kenkhuis Nederland        | 22,66    | Julien Sicot Frankrijk         | 22,78    | Bas van Velthoven Nederland    | 23,19    |
| 100 m       | Fabien Gilot Frankrijk          | 50,29    | Mitja Zastrow Nederland        | 50,49    | Bas van Velthoven Nederland    | 50,75    |
| 200 m       | Fabien Gilot Frankrijk          | 1.50,65  | Marcos Rivera Miranda Spanje   | 1.51,58  | Dimitrios Manganas Griekenland | 1.51,87  |
| 400 m       | Dimitrios Manganas Griekenland  | 3.55,11  | Marcos Rivera Miranda Spanje   | 3.55,78  | Alex Schelvis Nederland        | 4.00,06  |
| 800 m       | Marcos Rivera Miranda Spanje    | 8.04,61  | Panagiotis Glykos Griekenland  | 8.08,93  | Michel Heijnen Nederland       | 8.42,25  |
| 1500 m      | Panagiotis Glykos Griekenland   | 15.37,18 | Alex Schelvis Nederland        | 15.52,55 | Marcos Rivera Miranda Spanje   | 15.58,13 |
| Rugslag     |                                 |          |                                |          |                                |          |
| 50 m        | Nick Driebergen Nederland       | 25,94    | Merijn Ellenkamp Nederland     | 27,23    | Dimitrios Hasiotis Griekenland | 27,94    |
| 100 m       | Nick Driebergen Nederland       | 56,33    | Dimitrios Hasiotis Griekenland | 59,82    | Merijn Ellenkamp Nederland     | 1.00,95  |
| 200 m       | Nick Driebergen Nederland       | 2.03,53  | Dimitrios Hasiotis Griekenland | 2.04,68  | Sander Karssen Nederland       | 2.09,77  |
| Schoolslag  |                                 |          |                                |          |                                |          |
| 50 m        | Jakob Sveinsson IJsland         | 29,20    | Mar Arni Arnason IJsland       | 29,46    | Rutger Sloof Nederland         | 31,24    |
| 100 m       | Robin van Aggele Nederland      | 1.02,80  | Jakob Sveinsson IJsland        | 1.03,30  | Thijs van Valkengoed Nederland | 1.03,71  |
| 200 m       | Robin van Aggele Nederland      | 2.14,63  | Jakob Sveinsson IJsland        | 2.16,50  | Thijs van Valkengoed Nederland | 2.20,83  |
| Vlinderslag |                                 |          |                                |          |                                |          |
| 50 m        | Bastiaan Tamminga Nederland     | 24,53    | Ewoud Tamminga Nederland       | 25,29    | Jeroen Stuut Nederland         | 25,60    |
| 100 m       | Juan Jose Ulacia Gallego Spanje | 56,49    | Kevin Trannoy Frankrijk        | 57,21    | Jeroen Stuut Nederland         | 57,32    |
| 200 m       | Juan Jose Ulacia Gallego Spanje | 2.04,11  | Jurjen Willemsen Nederland     | 2.10,70  | Kevin Lebis Nederland          | 2.13,64  |
| Wisselslag  |                                 |          |                                |          |                                |          |
| 200 m       | Robin van Aggele Nederland      | 2.03,04  | Joeri Verlinden Nederland      | 2.10,95  | Raymond van de Merwe Nederland | 2.13,00  |
| 400 m       | Ioannis Drymonakos Griekenland  | 4.20,85  | Robin van Aggele Nederland     | 4.22,22  | Raymond van de Merwe Nederland | 4.42,08  |

### Vrouwen
| Onderdeel   | Goud                                | Goud     | Zilver                              | Zilver   | Brons                           | Brons    |
| ----------- | ----------------------------------- | -------- | ----------------------------------- | -------- | ------------------------------- | -------- |
| Vrije slag  |                                     |          |                                     |          |                                 |          |
| 50 m        | Hinkelien Schreuder Nederland       | 25,38    | Chantal Groot Nederland             | 25,57    | Saskia de Jonge Nederland       | 26,43    |
| 100 m       | Femke Heemskerk Nederland           | 55,91    | Chantal Groot Nederland             | 56,08    | Linda Bank Nederland            | 57,52    |
| 200 m       | Linda Bank Nederland                | 2.01,43  | Femke Heemskerk Nederland           | 2.01,64  | Arantxa Ramos Plasencia Spanje  | 2.02,16  |
| 400 m       | Arantxa Ramos Plasencia Spanje      | 4.15,98  | Linda Bank Nederland                | 4.18,82  | Inge Dekker Nederland           | 4.21,22  |
| 800 m       | Arantxa Ramos Plasencia Spanje      | 8.47,46  | Linda Bank Nederland                | 9.02,55  | Maaike Waaijer Nederland        | 9.18,51  |
| 1500 m      | Marjolein Post Nederland            | 17.43,13 | Marion van den Berg Nederland       | 18.01,84 | Jenny Schouten Nederland        | 19.46,65 |
| Rugslag     |                                     |          |                                     |          |                                 |          |
| 50 m        | Mercedes Peris Minguet Spanje       | 30,59    | Evy Witlox Nederland                | 30,94    | Lenneke van Schaik Nederland    | 30,97    |
| 100 m       | Mercedes Peris Minguet Spanje       | 1.04,37  | Mariët Koster Nederland             | 1.04,84  | Hinkelien Schreuder Nederland   | 1.04,95  |
| 200 m       | Mariët Koster Nederland             | 2.19,24  | Nadine Straten Nederland            | 2.21,47  | Rieneke Terink Nederland        | 2.22,27  |
| Schoolslag  |                                     |          |                                     |          |                                 |          |
| 50 m        | Moniek Nijhuis Nederland            | 32,12    | Anne-Sophie Le Paranthoën Frankrijk | 32,78    | Jolijn van Valkengoed Nederland | 33,79    |
| 100 m       | Anne-Sophie Le Paranthoën Frankrijk | 1.10,81  | Jolijn van Valkengoed Nederland     | 1.11,25  | Moniek Nijhuis Nederland        | 1.12,13  |
| 200 m       | Margriet Zwanenburg Nederland       | 2.36,15  | Loes Zanderink Nederland            | 2.37,74  | Jolijn van Valkengoed Nederland | 2.38,11  |
| Vlinderslag |                                     |          |                                     |          |                                 |          |
| 50 m        | Chantal Groot Nederland             | 26,87    | Lenneke van Schaik Nederland        | 28,61    | Willemijn Knot Nederland        | 28,66    |
| 100 m       | Inge Dekker Nederland               | 59,95    | Mireia Garcia Sanchez Spanje        | 1.01,70  | Hedwig Kikkert Nederland        | 1.04,35  |
| 200 m       | Mireia Garcia Sanchez Spanje        | 2.14,25  | Elisabeth Homet Sabata Spanje       | 2.18,16  | Lotte Wilms Nederland           | 2.24,73  |
| Wisselslag  |                                     |          |                                     |          |                                 |          |
| 200 m       | Hinkelien Schreuder Nederland       | 2.17,11  | Femke Heemskerk Nederland           | 2.18,28  | Mireia Garcia Sanchez Spanje    | 2.22,50  |
| 400 m       | Lona Kroese Nederland               | 5.07,39  | Nuria Garcia Diviu Spanje           | 5.09,81  | Kelly ter Doest Nederland       | 5.13,82  |